# Ruchna (gmina)
Ruchna – dawna gmina wiejska istniejąca do 1952 roku w woj. lubelskim/warszawskim. Siedzibą władz gminy była Ruchna.
Za Królestwa Polskiego gmina należała do powiatu węgrowskiego w guberni siedleckiej. 13 stycznia 1870 do gminy przyłączono pozbawiony praw miejskich Liw.
W 1919 roku gmina weszła w skład woj. lubelskiego. 1 kwietnia 1939 roku gmina wraz z całym powiatem węgrowskim została przeniesiona do woj. warszawskiego.
Po wojnie gmina zachowała przynależność administracyjną. Według stanu z dnia 1 lipca 1952 roku gmina składała się z 10 gromad. Gmina została zniesiona 29 września 1954 roku wraz z reformą wprowadzającą gromady w miejsce gmin. Jednostki nie przywrócono 1 stycznia 1973 roku po reaktywowaniu gmin, a jej dawny obszar wszedł w skład nowej gminy Liw.